# Fight Network
FN Sport (Fight Network) è stata una piattaforma online italiana dedicata agli sport da combattimento, tra i quali le arti marziali miste (MMA), la boxe, la kickboxe e il wrestling. Fino al 16 luglio 2019 era anche un canale televisivo presente sul canale 165 del digitale terrestre.

## Storia
È la versione italiana dell'omonimo canale in lingua inglese lanciato nel 2005 in Canada, edito da Anthem Sports & Entertainment, ed è ad oggi disponibile in più paesi tra i quali Stati Uniti, Portogallo, Belgio, Turchia, Angola ed altri.
Inizialmente Fight Network andava in onda sul satellite a partire dal 18 novembre 2016 (con test di trasmissione iniziati due giorni prima) ed era disponibile anche attraverso Sky Italia al canale 804; ma già da luglio 2017 abbandona il satellite (resterà a schermo nero per alcuni mesi prima di essere eliminato) e sbarca sul digitale terrestre, prima in alcune fasce orarie all'interno della programmazione di Nuvola61 e in seguito, dal 1º dicembre 2017, come canale televisivo autonomo sulla LCN 62 affittata e gestita da Gold TV. In questa nuova incarnazione Fight Network trasmette i suoi programmi solo dalle 19:00 alle 8:00, mentre in giornata va in onda una programmazione prodotta da Gold TV e composta principalmente di televendite. L'orario di inizio delle trasmissioni sportive viene spostato alle 20:00 dal 1º settembre 2018, e poi alle 20:30 a partire dal 20 settembre. Dall'8 ottobre 2018, in occasione di cambiamenti alla programmazione di alcuni canali appartenenti a Gold TV, Fight Network è in onda tutto il giorno, tranne alcune ore di televendite; la programmazione ritorna alla suddivisione precedente dal 1º novembre.
Il 1º gennaio 2019 si sposta sul canale 165 cambiando nome in FN Sport e trasmettendo la propria programmazione per più ore rispetto a prima, arrivando a coprire gran parte della giornata escluse alcune fasce orarie destinate al lotto e televendite (principalmente dalle 7 alle 11 e dalle 14 alle 16). Fra le 1:30 e le 5:00 di notte il canale ripete i programmi satellitari di Fight Network Canada.
Dal 1º febbraio 2019 cessa il contratto tra Fight Network e UFC, la UFC al momento sarà visibile solo sulla piattaforma DAZN.
Da aprile 2019 le trasmissioni effettive iniziano dalle ore 22, destinando il resto della programmazione al lotto e televendite. Dal 17 maggio 2019, assieme alle emittenti TV 243 e Sfera TV, FN Sport ritrasmette Life 120 Channel dalle 16 alle 19 ed a volte in altri orari. Con il passare del tempo la programmazione di Fight Network si riduce in frequenza fino a diventare sporadica.
Il 17 luglio 2019 cessa le trasmissioni e viene sostituito da Canale 165, edito da Gold TV.
FN continua online attraverso la piattaforma streaming disponibile sul suo sito web.

## Programmi andati in onda in TV
- TNA Impact! (in italiano)
- Ring of Honor (ROH) (durante la trasmissione notturna di FN CANADA/INTERNATIONAL)
- NJPW (durante la trasmissione notturna di FN CANADA/INTERNATIONAL)
- World Series of Fighting (in italiano)
- MMA (in italiano e in lingua originale)
- Retrospective (in lingua originale)
- World Combat Games (in lingua originale)
- Judo (in lingua originale)
- Kickboxing (in lingua originale)

## Programmi per la piattaforma FNSPORT
- Impact in inglese
- PPV

## Produzioni originali
- The Boxe Friday
- Stunt It Up!

## Ascolti

### Share 24h di Fight Network
Dati Auditel relativi al giorno medio mensile sul target individui 4+.
| Anno | Gen  | Feb  | Mar   | Apr   | Mag   | Giu   | Lug   | Ago   | Set   | Ott   | Nov   | Dic   | Media anno |
| ---- | ---- | ---- | ----- | ----- | ----- | ----- | ----- | ----- | ----- | ----- | ----- | ----- | ---------- |
| 2017 | -    | -    | -     | -     | -     | -     | -     | -     | -     | -     | -     | n.r.  |            |
| 2018 | n.r. | n.r. | 0,01% | 0,02% | 0,02% | 0,02% | 0,02% | 0,03% | 0,02% | 0,03% | 0,02% | 0,02% | 0,02%      |